# Петроглифы Караэспе
«Петроглифы Караэспе»

## Исторические события
Ущелье Караэспе причисляется к числу наиболее доступных долин в западной части гор Шолак. Горная долина протяженностью около 6 км в нижней части имеет вид каньона, в средней — расширяется — этот рельеф был удобен для обитания скотоводов и наиболее насыщен памятниками древней культуры. В этом месте обнаружены небольшие скопления разновременных петроглифов, стоянки и могильники, датирующиеся от эпохи бронзы до средневековья. Одним из первых ученых, осмотревших и изучивших ущелье с петроглифами, является Ч. Ч. Валиханов, в документах которого сохранились зарисовки отдельных композиций с изображениями оленей в сакском зверином стиле. В 1980-е гг. исследование петроглифов Караэспе и раскопки могильников в ущелье проводились археологами под руководством А. Н. Марьяшева.

## Описание памятника
В средней части долины, ниже крестьянского хозяйства, на левом пологом склоне ущелья имеются курганные могильники. На противоположном скалистом склоне заметны стоянки раннего железного века и средневековья. Выше по склону выделяется обособленная конусовидная сопка, на скалистой вершине которой имеется скопление петроглифов. Наиболее выразительны композиции эпохи бронзы с изображениями людей и животных, а также сцена с оленями в декоративном стиле, относящаяся к сакскому времени. На отдельном камне, лежащем на склоне сопки, выбито контурное изображение свернувшейся пантеры в сакском зверином стиле. Имеются изображения всадников тюркского времени. Общее количество петроглифов не превышает 100 изображений. Отдельные петроглифы имеются также на гребне соседней более высокой сопки.

## Местонахождение объекта
Алматинская область, Кербулакский р-н, в 9 км к востоку от с. Кербулак, в западной части гор Шолак.